# Arbing (Alta Áustria)
Arbing é um município da Áustria localizado no distrito de Perg, no estado de Alta Áustria.